# Trophée N.-R.-« Bud »-Poile
Cet article concerne le trophée de la LIH. Pour le trophée de la LAH, voir Trophée Norman-R.-« Bud »-Poile.
Le trophée N.-R.-« Bud »-Poile est un trophée de hockey sur glace individuel. Il est remis au meilleur joueur au cours des séries éliminatoires de la Coupe Turner dans la Ligue internationale de hockey. Il est remis depuis 1989 et jusqu'à la disparition de la ligue en 2001. Il honore la mémoire de Bud Poile, commissaire de la LIH à partir de 1984.

## Gagnant du trophée

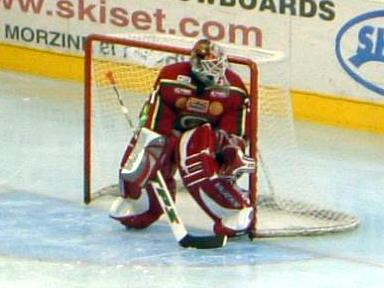
Tommy Salo vainqueur 1996.

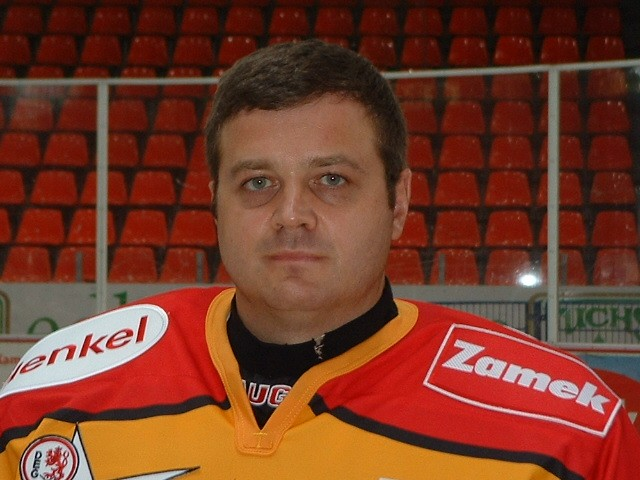
Andreï Trefilov vainqueur 2000.

| Année | Gagnant         | Équipe                  | Poste          |
| ----- | --------------- | ----------------------- | -------------- |
| 1989  | Dave Michayluk  | Lumberjacks de Muskegon | Ailier droit   |
| 1990  | Mike McNeill    | Ice d'Indianapolis      | Ailier droit   |
| 1991  | Michel Mongeau  | Rivermen de Peoria      | Centre         |
| 1992  | Ron Handy       | Blades de Kansas City   | Centre         |
| 1993  | Eldon Reddick   | Komets de Fort Wayne    | Gardien de but |
| 1994  | Stan Drulia     | Knights d'Atlanta       | Ailier droit   |
| 1995  | Kip Miller      | Grizzlies de Denver     | Centre         |
| 1996  | Tommy Salo      | Grizzlies de l'Utah     | Gardien de but |
| 1997  | Peter Ciavaglia | Vipers de Détroit       | Centre         |
| 1998  | Aleksandr Semak | Wolves de Chicago       | Gardien de but |
| 1999  | Stan Drulia     | Vipers de Détroit       | Ailier droit   |
| 2000  | Andreï Trefilov | Wolves de Chicago       | Gardien de but |
| 2001  | Norm Maracle    | Solar Bears d'Orlando   | Gardien de but |